# Geghakar
Geghakar (in armeno Գեղաքար?) è un comune dell'Armenia di 165 abitanti (2009) della provincia di Gegharkunik.